# Solaris (gruppo musicale)
I Solaris sono una band progressive rock sinfonico ungherese, formatasi nel 1980 da alcuni amici di scuola. Il loro nome deriva dal titolo del famoso romanzo di Stanisław Lem, genere fantascientifico filosofico, che poi divenne pure un film.
Sono famosi per la loro musica dinamica e sinfonica, non a caso il loro genere è definito prog sinfonico. Hanno grande dinamicità, variando da pezzi molto melodici a pezzi un po' più accattivanti, con effetti che ricordano ambientazioni fantascientifiche.

## Storia
Dopo aver pubblicato un paio di singoli, nel 1984 pubblicarono il loro primo album "The Martian Chronicles" che vendette quasi 40 000 copie. Allora era molto popolare il prog rock in Ungheria. Nel 1985 arrivarono due nuovi componenti nella band che andarono a sostituire quelli vecchi, Laszlo Gomor alla batteria e Tamas Pocs al basso. Nel 1990, quando ormai la band si era sciolta, la casa editrice ungherese si decise, finalmente, di pubblicare le prime registrazioni dei Solaris, raccolte in un album dal nome "1990" (erano due LP).
Ma nel 1995, i Solaris vennero invitati a riunirsi, o meglio dire persuasi, al Progfest Festival di Los Angeles per un concerto. In quell'occasione, ritrovarono un grande riscontro dal pubblico, tanto che l'anno dopo vennero presentati ad una radio brasiliana e nel '99 pubblicarono un nuovo album "Nostradamus". Appena dopo dalla pubblicazione dell'album, il chitarrista Istvan Cziglan morì per una malattia incurabile.

## Formazione
- Cziglán, István - chitarra (1980-1998)
- Erdész, Róbert - tastiera (1980-)
- Kollár, Attila - flauto (1980-)
- Gömör, László - percussioni (1982-)
- Pócs, Tamás - basso elettrico (1982-)
- Kisszabó, Gábor - basso elettrico (1980-1982, 1995-)
- Bogdán, Csaba - chitarra (1981-1982, 1995-)
- Rauschenberger, Ferenc - percussioni (1981-1982)
- Seres, Attila - basso elettrico (1980)
- Tóth, Vilmos - percussioni (1980-1981)

## Discografia
- Solaris (SP), 1980
- Counterpoint (SP), 1981
- Marsbéli Krónikák (Martian Chronicles) (LP), 1984
- SOLARIS 1990 (double LP, double CD), 1990/1996
- Live in Los Angeles (double CD), 1996
- Nostradamus: Próféciák könyve (Nostradamus: Book of Prophecies) (CD), 1999
- Solaris archív 1. - Back to the roots... (Az első idők...) (CD), 2000
- Solaris archív 2. - NOAB (CD), 2005
- Nostradamus - Live in Mexico (concert CD+DVD), 2007
- Live in Los Angeles (concert DVD), 2010
- Martian Chronicles, 2,2014